# Buffalo (Karolina Południowa)
Buffalo – jednostka osadnicza w Stanach Zjednoczonych, w stanie Karolina Południowa, w hrabstwie Union.